# Immeuble Maistre Julien Briand
L' Immeuble dit de Maistre Julien Briand est un immeuble situé à Laval, dans le département de la Mayenne. Il est situé Place de la Trémoille à Laval. Il est construit au XVIe siècle.

## Histoire
En 1631, Pierre Briand, notaire et propriétaire de l'immeuble, se voit concéder l'emplacement voisin  pour y élever un pavillon qui servirait d’entrée au château de Laval. Au XVIIIe siècle, la salle surmontant le porche abritait le greffe des officiers du grenier à sel de Laval et de La Gravelle.
L'immeuble a également abrité le café restaurant Eloy. 
Cet immeuble fait l’objet d’une inscription au titre des monuments historiques depuis le 16 avril 1929.